# 루네타 사비노
루네타 사비노(Lunetta Savino, 1957년 11월 2일 ~ )는 이탈리아의 배우이다. 2010 나스트로 디아르젠토 여우조연상 수상자이다.

## 출연 작품
- 캔톤 가족 대소동 (2010)
- 오기 스포시 (2009)
- 새턴 인 오퍼지션 (2007)
- 이민자들의 땅 (1996)